# 식품위생법 (대한민국)
식품위생법(食品衛生法)은 1962년에 제정된 식품에 의한 위해를 예방하고 영양을 향상시키기 위한 대한민국 법률이다.

## 식품위생법위반죄
제37조(영업허가 등) ① 제36조제1항 각 호에 따른 영업 중 대통령령으로 정하는 영업을 하려는 자는 대통령령으로 정하는 바에 따라 영업 종류별 또는 영업소별로 식품의약품안전처장 또는 특별자치도지사·시장·군수·구청장의 허가를 받아야 한다. 허가받은 사항 중 대통령령으로 정하는 중요한 사항을 변경할 때에도 또한 같다.

第37絛(營業許可等) ① 第36조제1項 각 호에 따른 營業 中 大統領令으로 정하는 營業을 下慮는 者는 大統領令으로 정하는 바에 따라 營業 種類別 또는 營業所別로 食品醫藥品安全處長 또는 特別自治道知事·市長·郡守·區廳長의 許可를 받아야 한다. 許可받은 事項 中 大統領令으로 정하는 重要한 事項을 變更할 때에도 또한 같다.

### 유흥주점영업
'유흥종사자를 둔다'고 함은 반드시 고용기간과 임금, 근로시간 등을 명시한 고용계약에 의하여 취업한 여자종업원에 한정되지 않는다.
시간제로 보수를 지급하고 손님과 함께 술을 마시거나 노래 또는 춤으로 손님의 유흥을 돋우게 하는 경우도 포함된다.
바텐더가 일하면서 일시적으로 손님들이 권하는 술을 받아 마셨거나 손님의 거듭되는 요구에 못이겨 할 수 없이 합석하여 술을 마시게 된 경우에는 유흥종사자에 해당한다고 볼 수 없다.

### 단란주점영업
구 식품위생법 시행령(2006. 12. 21. 대통령령 제19769호로 개정되기 전의 것) 제7조 제8호의 각 규정의 취지를 종합하면, 위 시행령에서 단란주점영업을 “주로 주류를 조리·판매하는 영업으로서 손님이 노래를 부르는 행위가 허용되는 영업”으로 규정하고 있으므로, 주로 주류를 조리·판매하는 영업이라고 하더라도 손님으로 하여금 노래를 부르게 하는 것이 가능하지 않은 형태의 영업은 위 시행령 소정의 단란주점영업에 해당한다고 볼 수 없다.

## 참고 문헌
- 법률연구회, 식품위생법 소송사례 2013, 법률정보센타, 2013. ISBN 9788963761527